# European Rail Traffic Management System
European Rail Traffic Management System (ERTMS) er et fælleseuropæisk togkontrol- og kommunikationssystem, bestående af togkontrolsystemet ETCS og GSM-R (R står for "Railway"). GSM-R er en særlig udgave af GSM (Global System for Mobile Communications) udviklet til jernbaneformål. Formålet med systemet er, at harmonisere de europæiske landes signalsystemer til én fælles standard.

## Niveauopdeling

### Niveau 1
- Krav til interoperabilitet ved anvendelse af traditionelle signaler.
- Sikkerhedsniveau og kapacitet svarer til nuværende ATC-kontrolsystem

### Niveau 2
- Her anvendes signalkonceptet GSM-R til datakommunikation og førerrumssignalering i togene uden brug af signaler langs sporene.

### Niveau 3
- Her anvendes ETCS niveau 3, som har flydende blokafsnit (en) så togene kan pakkes tættest muligt på sporstrækningerne, når nødvendigt.

### ERTMS Regional
ERTMS Regional er en simplificeret og billigudgave af ERTMS egnet til togkontrolsystem på jernbanelinjer med lav trafikmængde.

## ERTMS udbredelse
- Algeriet
- Australien
- Belgien
- Bulgarien
- Chile
- Danmark
- Frankrig
- Grækenland
- Holland
- Indien
- Italien
- Israel
- Kasakhstan
- Kina
- Libyen
- Morocco
- New Zealand
- Rumænien
- Saudi-Arabien
- Schweiz
- Serbien
- Slovakiet
- Slovenien
- Spanien
- Sverige
- Storbritannien
- Sydkorea
- Thailand
- Tjekkiet
- Tyrkiet
- Tyskland
- Ungarn
- Vietnam
- Østrig

## Diskussion
Ifølge en artikel i International Railway Journal havde ERTMS i 2010 mange udfordringer foran sig. F.eks. fortaltes det at ERTMS er "fuld af selvmodsigelser" og at der er mere tiltro til ERTMS udenfor Europa end indenfor.

Sverige havde blandede erfaringer i 2012 med ERTMS.

## ERTMS i Danmark
Danmark besluttede i 2009 at hele fjernbanenettet skal udstyres med ERTMS niveau 2 ved udskiftning af alle sikringsanlæg med test og afprøvning i 2015-2017 og udrulning 2018 til 2021. Omkostningerne er omkring 20 mia. kroner i Danmark, og udviklingsudfordringerne nåede i 2015 politisk niveau i Danmark og kan overgå IC4-problemerne på 7 mia. kr.
Per 2021 planlægges udskiftning at blive klar 2030.
Ingeniøren har offentliggjort et kort Arkiveret 18. juli 2019 hos  Wayback Machine som viser at de første strækninger som bliver ERTMS-udstyret er Lille Syd (slut 2021), Lindholm-Frederikshavn (slut 2020). Thybanen skulle blive klar i 2020.
I marts 2023 skulle strækningen Ringsted - Vingerslev være taget i drift. Ligesom i Jylland er der sket store fremskridt i udrulningen.
Lokomotivføreren Kenny har lavet en video der viser ERTMS-systemet i test (Lindholm - Frederikshavn).

## Eksterne links
- Hjemmeside for ERTMS Arkiveret 1. november 2017 hos  Wayback Machine, backup
- ec.europa.eu: ERTMS – European Rail Traffic Management System, backup
- ec.europa.eu: Europa-Kommisionens strategi for anvendelse af ERTMS: Fem mia. skal investeres i jernbanesignaler
- http://uic.org/ertms , backup